# Stanley West
Stanley Robert „Stan“ West (* 8. Februar 1913 in Westminster, London; † 13. August 2001) war ein britischer Hochspringer.
Bei den British Empire Games 1934 in London wurde er für England startend Sechster, und bei den Olympischen Spielen 1936 in Berlin schied er in der Qualifikation aus.
1935 wurde er Englischer Hallenmeister und mit seiner persönlichen Bestleistung von 1,90 m Englischer Meister.